# Corynopoma
Genre
Corynopoma est un genre de poissons téléostéens de la famille des Characidae et de l'ordre des Characiformes. Le genre Corynopoma est mono-typique, c'est-à-dire qu'il n'est composé que d'une seule espèce, Corynopoma riisei.

## Liste d'espèces
Selon FishBase (9 juin 2015) :
- Corynopoma riisei Gill, 1858